# Roger Gyselinck
Roger Gyselinck, auch Roger Gijselinck, (* 17. September 1920 in Wetteren; † 5. Januar 2002 ebenda) war ein belgischer Radrennfahrer.
Roger Gyselinck war Profi von 1941 bis 1954. 1938 gewann er den Grote Prijs Stad Sint-Niklaas. 1949 belegte er beim Klassiker Lüttich–Bastogne–Lüttich den dritten Platz. Einmal, 1947, startete er bei der Tour de France und belegte in der Gesamtwertung Platz 47. Sein größter Erfolg war der Sieg bei der Deutschland-Rundfahrt 1950, bei der er auch drei Etappen gewann. Er startete für das Radsportteam Bismarck.
Im selben Jahr wurde er Dritter der Belgien-Rundfahrt. Bei ungleich stärkerer Besetzung 1951 kam er noch auf den sechsten Platz der Deutschland-Rundfahrt.
Für den Sieg in der Deutschland-Rundfahrt wurde er am 31. August 1950 mit dem Silbernen Lorbeerblatt ausgezeichnet.
Es gab einen weiteren Radrennfahrer gleichen Namens, der seine größten Erfolge vor dem Zweiten Weltkrieg hatte.